# Echinoderes tchefouensis
Echinoderes tchefouensis är en djurart som tillhör fylumet pansarmaskar, och som beskrevs av Lou 1934. Echinoderes tchefouensis ingår i släktet Echinoderes och familjen Echinoderidae. Inga underarter finns listade i Catalogue of Life.